# نيكولا ميركوفيتش
نيكولا ميركوفيتش (بالصربية: Никола Мирковић)‏ هو لاعب كرة قدم صربي في مركز حراسة المرمى، ولد في 26 يوليو 1991 في سميديريفو في صربيا. لعب مع سبارتاك سوبتيتسا ونابريداك كروشيفاتس.

## وصلات خارجية
- نيكولا ميركوفيتش على موقع قاعدة بيانات كرة القدم.إي يو (الإنجليزية)
- نيكولا ميركوفيتش على موقع بيانات كرة القدم. دي إي (الألمانية)
- نيكولا ميركوفيتش على موقع Soccerbase.com (لاعب) (الإنجليزية)
- نيكولا ميركوفيتش على موقع Soccerway.com (الإنجليزية)
- نيكولا ميركوفيتش على موقع عالم كرة القدم.نت (الإنجليزية)